# خوان خوسيه لوبيز
خوان خوسيه لوبيز (بالإسبانية: Juan José López)‏ (31 أكتوبر 1950 بسيوداديلا، بوينس آيرس في الأرجنتين - ) هو مدرب كرة قدم ولاعب كرة قدم أرجنتيني في مركز الوسط. شارك مع منتخب الأرجنتين لكرة القدم. أما مع النوادي، فقد لعب مع أرجنتينوس جونيورز وبانفيلد وبوكا جونيورز وريفر بليت ونادي أتليتيكو بيلغرانو ويونيون دي سانتا في وتاليريس كوردوبا وكوكوتا ديبورتيفو ‏.

## مسيرته الكروية
لعب خوان خوسيه لوبيز خلال مسيرته الاحترافية مع 5 أندية في تسعة عشر موسمًا وسجل خلالها 96 هدفًا ضمن 584 مباراة. ولم يفز بأي موسم بالكأس وفاز في سبعة مواسم بالدوري.
خاض خوان خوسيه لوبيز مسيرته مع نادي ريفر بليت في موسم 1970 ليلعب معه اثنا عشر موسمًا، مشاركًا في 421 مباراة سجل خلالها 76 هدفًا. ثم انتقل إلى نادي تاليريس كوردوبا ما بين عامي 1982 و1983 لمدة موسم واحد، حيث شارك في 38 مباراة سجل خلالها 8 أهداف. لينتقل بعدها إلى نادي بوكا جونيورز ما بين عامي 1983 و1984 لمدة موسم واحد، مشاركًا في 28 مباراة سجل خلالها 6 أهداف. ثم انتقل إلى نادي أرجنتينوس جونيورز في موسم 1984 واستمر معه طيلة ثلاثة مواسم، مشاركًا في 53 مباراة سجل خلالها 5 أهداف. هذا وانتقل لاحقًا إلى نادي أتليتيكو بيلغرانو في موسم 1986–87 ولمدة موسمين، مشاركًا في 44 مباراة سجل خلالها هدفًا واحدًا.

## وصلات خارجية
- خوان خوسيه لوبيز على موقع الاتحاد الأوربي (الإنجليزية)
- خوان خوسيه لوبيز على موقع قاعدة بيانات كرة القدم.إي يو (الإنجليزية)
- خوان خوسيه لوبيز على موقع ناشيونال فوتبول تيمز (الإنجليزية)